# Enispa albicosta
Enispa albicosta là một loài bướm đêm trong họ Noctuidae.